# Northwood Headquarters
Pour les articles homonymes, voir Northwood.
Northwood Headquarters est un quartier général des forces armées britanniques à Eastbury (en), dans le Hertfordshire, en Angleterre, à proximité de la banlieue londonienne de Northwood. Il abrite cinq fonctions de commandement et de contrôle militaires:
1. Quartier général du Joint Forces Command (en)
2. Permanent Joint Headquarters (en)
3. Quartier général multinational
4. Commandement des opérations de la Royal Navy
5. Le NATO Allied Maritime Command (en) (MARCOM)

## Historique
Le site se trouve sur le parc Eastbury. En 1939, pendant la Seconde Guerre mondiale, la Royal Air Force s'empara du site pour y installer le RAF Coastal Command, qui utilisa la maison Eastbury et créa également un réseau de bunkers souterrains et de blocs d'opérations. La maison servit de mess officiers, mais elle fut endommagée par un incendie.
En 1953, le commandant en chef de la Home Fleet acquit une responsabilité supplémentaire de l'OTAN en tant que commandant en chef de l'Atlantique Est dans le cadre de SACLANT. La structure de commandement militaire de l'OTAN de l'Atlantique Est fut établie au quartier général de Northwood. Le commandant en chef de la Home Fleet a quand même arboré son drapeau sur le HMS Tyne à Portsmouth. En 1960, le commandant en chef de la Home Fleet est transféré à Northwood. En 1966, le commandement de la Manche de l’OTAN (un poste également occupé par le commandant en chef de la Home Fleet) est transféré à Northwood depuis Portsmouth. La RAF a complètement quitté le site en 1969.
En septembre 1971, lors de l'installation du commandant en chef de la flotte, la Royal Navy assuma la responsabilité de l'ensemble du site et, en 1978, l'officier responsable des sous-marins britanniques déplaça également son quartier général à Northwood.
En tant que quartier général du commandant en chef de la flotte, le site fut le quartier général de l'opération Corporate, dans le cadre de la guerre des Malouines, en 1982.
Le Permanent Joint Headquarters (en) s'installa sur le site en avril 1996.
En 2002, à la suite d’une rationalisation, le commandant en chef de la flotte a transféré la majorité de son personnel à Portsmouth et a transféré la responsabilité du site de Northwood au chef du Permanent Joint Headquarters.
En 2006, d'importants travaux de construction ont été lancés pour améliorer la fonctionnalité du site, les travaux, qui impliquaient la rénovation ou le remplacement de nombreux bâtiments clés, ont été réalisés dans le cadre d'un contrat Private Finance Initiative avec Carillion. La Reine a visité le site le 6 mai 2010 pour inaugurer le bâtiment principal du Permanent Joint Headquarters, dans le cadre d'un réaménagement du site d'environ 150 millions de £.
Le Joint Forces Command (en) s'installa sur le site en avril 2012.

## Occupants actuels

### Joint Forces Command
Joint Forces Command (JFC) est une organisation inter-armées gérant les capacités communes allouées des trois armées.

### Permanent Joint Headquarters

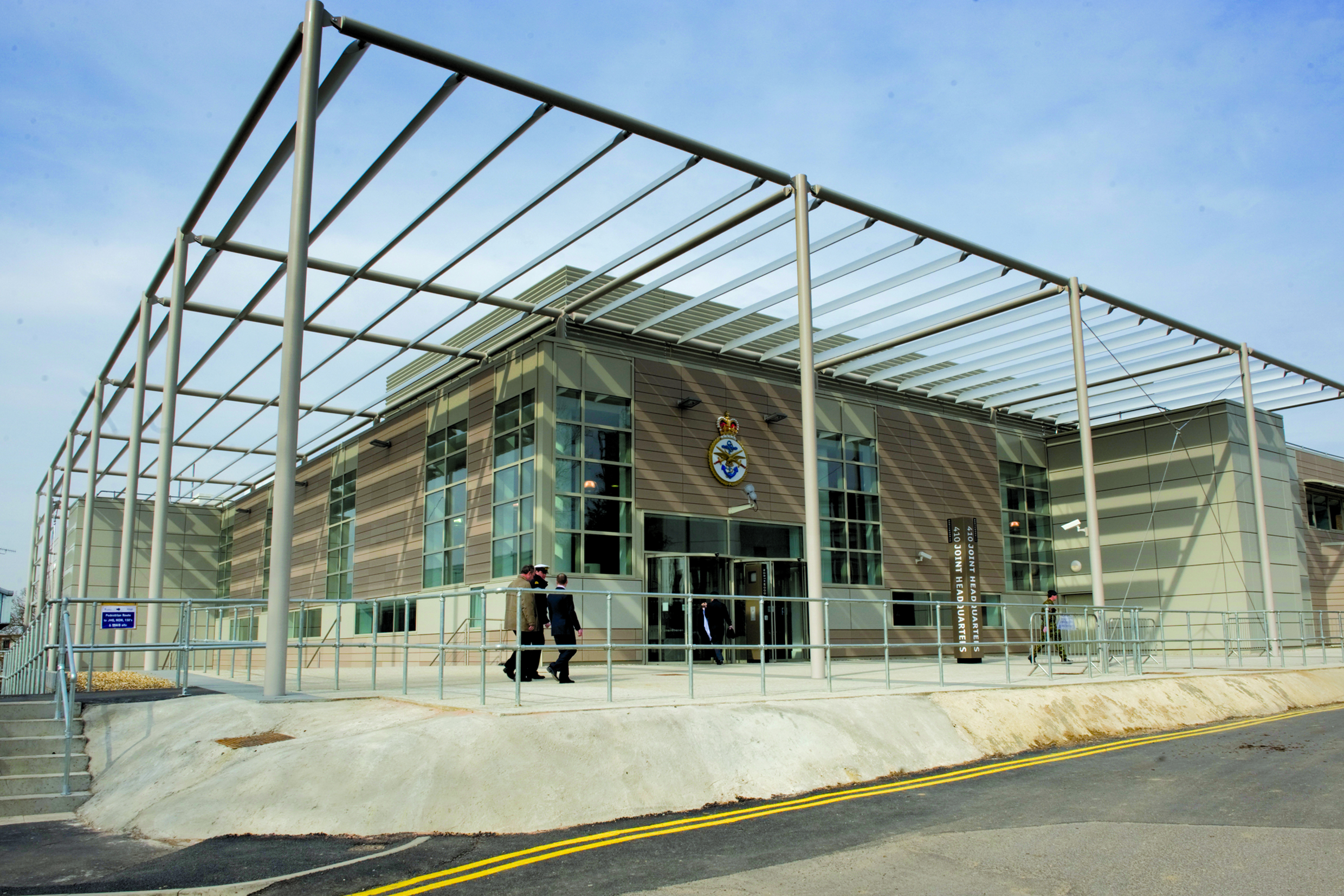
Permanent Joint Headquarters (PJHQ) at Northwood MOD

Permanent Joint Headquarters (PJHQ) est une organisation à inter-armées qui contrôle opérationnellement les forces armées britanniques. Le PJHQ est dirigé par le chef du Joint Operations. Les opérations "individuelles" restent sous le contrôle opérationnel du commandement de première ligne approprié.

### Quartier général multinational
Dans le même bâtiment que le Permanent Joint Headquarters, il y a également un quartier général multinational pour le commandement des opérations militaires de l'Union européenne. Le personnel chargé de soutenir cette structure est détaché des postes nationaux et des postes de l'OTAN existants sur le site, renforcés si nécessaire. Ce siège multi-national est actuellement composé de personnel de l'UE commandant des opérations de lutte contre la piraterie.

### Royal Navy
Le commandement des opérations est resté installé sur le site de Northwood. Parmi les responsabilités du commandant des opérations figurent le commandement de la Task Force 311 (sous-marins d'attaque britanniques) et de la 345 (sous-marins lanceurs d'engins britanniques),.

### NATO Allied Maritime Command
Le commandement maritime allié de l'OTAN est basé à Northwood et relève du commandement et du contrôle du Grand Quartier général des puissances alliées en Europe.

### Unités de soutien
Le personnel du QG est appuyé par :
- Joint Support Unit Northwood, fournit un soutien administratif, une assistance sanitaire, assure la gestion des installations et des fournisseurs.
- Defence Equipment and Support (en) (DE&S) fournit un support pour les systèmes de communication et d'information.
- Un détachement du Military Provost Guard Service (en) qui assure la protection du site.